# Andriy Antonychtchak
Andriy Fedorovytch Antonychtchak (en ukrainien : Андрій Федорович Антонищак), né le 23 juin 1969 à Novyï Rozdil (en RSS d'Ukraine) et mort le 27 mars 2024, est un député ukrainien qui siège à la Rada dans le bloc Petro Porochenko « Solidarité », de 2014 à 2019.
Il meurt au combat à l'âge de 54 ans, après s'être engagé dans l'armée ukrainienne lors de l'invasion russe de l'Ukraine,.